# Ceará Sporting Club
Il Ceará Sporting Club è una squadra di calcio brasiliana con sede a Fortaleza, nello stato di Ceará. Fondata nel 1914, la squadra gioca le sue partite casalinghe nello stadio Castelão. Il Ceará ha una lunga storia nel calcio brasiliano e partecipa regolarmente ai campionati nazionali, come il Brasileirão. I colori tradizionali della squadra sono nero e bianco.

## Storia
Il Ceará Sporting Club è una delle squadre più antiche e tradizionali del Brasile. Fu fondato il 2 giugno 1914 da un gruppo di appassionati di calcio formato da: Gilberto Gurgel, Walter Barroso, Raimundo Justa, Newton Rôla, Bolívar Purcell, Aluísio Mamede, Orlando Olsen, José Elias Romcy, Isaías Façanha de Andrade, Raimundo Padilha, Rolando Emílio, Meton Alencar Pinto, Gotardo Morais, Artur de Albuquerque, Luís Esteves Júnior, Cincinato Costa, Carlos Calmon ed Eurico Medeiros.
Che decisero di chiamarlo Rio Branco Football Club in onore del famoso diplomatico brasiliano. L’anno successivo, il nome fu cambiato in Ceará Sporting Club, per rappresentare meglio lo stato di origine della squadra.
Il Ceará ha una lunga e gloriosa storia nel calcio brasiliano, avendo vinto 45 titoli statali, 3 coppe regionali e partecipato a diverse competizioni nazionali e internazionali. Il Ceará è noto anche per i suoi colori nero e bianco, che gli hanno valso il soprannome di “Vovô” (nonno) o “Vozão” (voce grossa). Il Ceará ha una grande rivalità con il Fortaleza Esporte Clube, l’altra squadra della città, con cui disputa il famoso “Clássico-Rei” (classico del re).
Il Ceará ha avuto molti giocatori famosi nella sua storia, come Magno Alves, Gildo, Sérgio Alves, Mário Jardel, Iarley, Michel, Geraldo, Osvaldo, Ricardinho. Il Ceará ha anche avuto allenatori di prestigio, come Humberto Mauro, Zé Mário, Dimas Filgueiras, PC Gusmão, Vagner Mancini e Guto Ferreira.
Il Ceará ha raggiunto il suo miglior risultato nel campionato brasiliano nel 1985, quando si classificò al settimo posto. Il Ceará ha anche partecipato alla Coppa Libertadores nel 2011, dove fu eliminato nella fase a gironi. Il Ceará ha vinto la sua ultima coppa regionale nel 2023, battendo lo Sporting Recife in finale.

## Rosa 2024
Aggiornata al 20/01/2024
- Portieri

```
  Richard (1)
  Bruno (94)
  Cristian (20)
```

- Difensori

```
  Lucas Ribeiro (2)
  Gabriel Lacerda (-)
  Tiago Pagnussat (3)
  David Ricardo (4)
  Kelvyn (-)
  Igor (-)
```

- Centrocampisti

```
  Richardson (6)
  Guilherme Castilho (99)
  Geovane (-)
  Vina (-)
  Jean Carlos (10)
  Léo Rafael (80)
```

- Attaccanti

```
  Janderson (77)
  
Erick Pulga
 (16)
  
Chrystian Barletta
 (30)
  Pedrinho (27)
  Bissoli (79)
  Zé Roberto (-)
  Cléber (89)
  Nicolas (9)
  Saulo Mineiro (73)
  Hygor (-)
```

### Rosa 2020
Aggiornato al 16 marzo 2020
| N. |                    | Ruolo | Calciatore            |
| -- | ------------------ | ----- | --------------------- |
| 1  | Brasile (bandiera) | P     | Fernando Prass        |
| 2  | Brasile (bandiera) | D     | Igor                  |
| 3  | Brasile (bandiera) | D     | Tiago Pagnussat       |
| 4  | Brasile (bandiera) | D     | Eduardo Brock         |
| 5  | Brasile (bandiera) | C     | William Oliveira      |
| 6  | Brasile (bandiera) | D     | Bruno Pacheco         |
| 7  | Brasile (bandiera) | A     | Mateus Gonçalves      |
| 8  | Brasile (bandiera) | C     | Ricardinho (capitano) |
| 9  | Brasile (bandiera) | A     | Rodrigão              |
| 10 | Brasile (bandiera) | C     | Felipe Silva          |
| 11 | Brasile (bandiera) | A     | Rafael Sóbis          |
| 12 | Brasile (bandiera) | P     | Diogo Silva           |
| 13 | Brasile (bandiera) | D     | Luiz Otávio           |
| 14 | Brasile (bandiera) | D     | Alyson                |
| 15 | Brasile (bandiera) | D     | Gabriel Lacerda       |
| 16 | Brasile (bandiera) | D     | Mateus Farias         |
| 19 | Brasile (bandiera) | C     | Fabinho               |
| 20 | Brasile (bandiera) | D     | Warley                |
| 21 | Brasile (bandiera) | C     | Juninho Quixadá       |
| 22 | Brasile (bandiera) | D     | Samuel Xavier         |
| 26 | Brasile (bandiera) | A     | Léo Chú               |

| N. |                     | Ruolo | Calciatore       |
| -- | ------------------- | ----- | ---------------- |
| 28 | Brasile (bandiera)  | A     | Pedro Henrique   |
| 29 | Brasile (bandiera)  | C     | Vinícius Goes    |
| 30 | Brasile (bandiera)  | A     | Bergson          |
| 31 | Brasile (bandiera)  | A     | Dentinho         |
| 32 | Brasile (bandiera)  | C     | Pedro            |
| 35 | Brasile (bandiera)  | C     | Charles          |
| 37 | Brasile (bandiera)  | A     | Rick             |
| 39 | Brasile (bandiera)  | C     | Wescley          |
| 40 | Brasile (bandiera)  | A     | Vítor Jacaré     |
| 44 | Brasile (bandiera)  | D     | Willian Klaus    |
| 45 | Brasile (bandiera)  | A     | Lima             |
| 70 | Brasile (bandiera)  | D     | Kelvyn           |
| 74 | Brasile (bandiera)  | C     | Marthã           |
| 80 | Brasile (bandiera)  | A     | Leandro Carvalho |
| 86 | Brasile (bandiera)  | D     | Eduardo          |
| 88 | Brasile (bandiera)  | C     | Fernando Sobral  |
| 89 | Brasile (bandiera)  | A     | Cléber           |
| 91 | Brasile (bandiera)  | P     | Richard          |
| 99 | Brasile (bandiera)  | A     | Cristiano        |
|    | Colombia (bandiera) | D     | Luis Orejuela    |
|    | Brasile (bandiera)  | C     | Bissoli          |

### Rosa 2017
| N. |                    | Ruolo | Calciatore           |
| -- | ------------------ | ----- | -------------------- |
| —  | Brasile (bandiera) | P     | Éverson              |
| —  | Brasile (bandiera) | P     | Lauro                |
| —  | Brasile (bandiera) | P     | Gustavo              |
| —  | Brasile (bandiera) | D     | Lucas da Silva Gomes |
| —  | Brasile (bandiera) | D     | Rafael Pereira       |
| —  | Brasile (bandiera) | D     | Sandro               |
| —  | Brasile (bandiera) | D     | Luiz Otávio          |
| —  | Brasile (bandiera) | D     | Valdo                |
| —  | Brasile (bandiera) | D     | Thallyson            |
| —  | Brasile (bandiera) | D     | Sanchez              |
| —  | Brasile (bandiera) | D     | Tiago Cametá         |
| —  | Brasile (bandiera) | C     | Felipe Tontini       |
| —  | Brasile (bandiera) | C     | Raul Lô Gonçalves    |
| —  | Brasile (bandiera) | C     | Pedro Ken            |
| —  | Brasile (bandiera) | C     | Richardson           |

| N. |                      | Ruolo | Calciatore      |
| -- | -------------------- | ----- | --------------- |
| —  | Brasile (bandiera)   | C     | João Marcos     |
| —  | Brasile (bandiera)   | C     | Diones          |
| —  | Brasile (bandiera)   | C     | Jackson Caucaia |
| —  | Brasile (bandiera)   | C     | Everton Silva   |
| —  | Brasile (bandiera)   | C     | Felipe Menezes  |
| —  | Brasile (bandiera)   | C     | Ricardinho      |
| —  | Brasile (bandiera)   | C     | Luiz Henrique   |
| —  | Brasile (bandiera)   | C     | Lelê            |
| —  | Brasile (bandiera)   | C     | Alex Amado      |
| —  | Brasile (bandiera)   | C     | Robinho         |
| —  | Brasile (bandiera)   | A     | Rafael Costa    |
| —  | Argentina (bandiera) | A     | Maxi Biancucchi |
| —  | Brasile (bandiera)   | A     | Magno Alves     |
| —  | Brasile (bandiera)   | A     | Douglas Baggio  |

## Rosa 2014
| N. |                    | Ruolo | Calciatore                     |
| -- | ------------------ | ----- | ------------------------------ |
| —  | Brasile (bandiera) | P     | Gustavo                        |
| —  | Brasile (bandiera) | P     | Jailson                        |
| —  | Brasile (bandiera) | P     | Luís Carlos                    |
| —  | Brasile (bandiera) | D     | Alex Lima                      |
| —  | Brasile (bandiera) | D     | Anderson                       |
| —  | Brasile (bandiera) | D     | Diego Ivo                      |
| —  | Brasile (bandiera) | D     | Gabriel                        |
| —  | Brasile (bandiera) | D     | Sandro                         |
| —  | Brasile (bandiera) | D     | Samuel Xavier                  |
| —  | Brasile (bandiera) | D     | Hélder Santos                  |
| —  | Brasile (bandiera) | D     | Vicente                        |
| —  | Brasile (bandiera) | C     | Amaral (on loan from Cruzeiro) |
| —  | Brasile (bandiera) | C     | João Marcos                    |
| —  | Brasile (bandiera) | C     | Leandro Brasília               |
| —  | Brasile (bandiera) | C     | Michel                         |

| N. |                      | Ruolo | Calciatore         |
| -- | -------------------- | ----- | ------------------ |
| —  | Brasile (bandiera)   | C     | Ricardinho         |
| —  | Brasile (bandiera)   | C     | Luiz Henrique      |
| —  | Brasile (bandiera)   | C     | Rogerinho          |
| —  | Brasile (bandiera)   | C     | Souza              |
|    | Argentina (bandiera) | C     | Emanuel Biancucchi |
| —  | Brasile (bandiera)   | A     | Assisinho          |
| —  | Brasile (bandiera)   | A     | Bill               |
| —  | Brasile (bandiera)   | A     | Felipe Amorim      |
| —  | Brasile (bandiera)   | A     | Magno Alves        |
| —  | Brasile (bandiera)   | A     | Robério            |
| —  | Brasile (bandiera)   | A     | Tadeu              |
| —  | Brasile (bandiera)   | D     | Anderson           |
|    | Brasile (bandiera)   | C     | Felipe Tontini     |
|    | Argentina (bandiera) | A     | Maxi Biancucchi    |

## Rosa 2013
| N. |                    | Ruolo | Calciatore        |
| -- | ------------------ | ----- | ----------------- |
| —  | Brasile (bandiera) | P     | Diónantan         |
| —  | Brasile (bandiera) | P     | Fernando Henrique |
| —  | Brasile (bandiera) | P     | Gustavo           |
| —  | Brasile (bandiera) | P     | Jailson           |
| —  | Brasile (bandiera) | D     | Anderson Marques  |
| —  | Brasile (bandiera) | D     | Diego Ivo         |
| —  | Brasile (bandiera) | D     | Douglas           |
| —  | Brasile (bandiera) | D     | Potiguar          |
| —  | Brasile (bandiera) | D     | Marcos            |
| —  | Brasile (bandiera) | D     | Vicente           |
| —  | Brasile (bandiera) | C     | Diogo Orlando     |
| —  | Brasile (bandiera) | C     | Eusébio           |
| —  | Brasile (bandiera) | C     | Éverton           |
| —  | Brasile (bandiera) | C     | Foguinho          |
| —  | Togo (bandiera)    | C     | Hamílton          |
| —  | Brasile (bandiera) | C     | João Marcos       |
| —  | Brasile (bandiera) | C     | Mineiro           |

| N. |                    | Ruolo | Calciatore     |
| -- | ------------------ | ----- | -------------- |
| —  | Brasile (bandiera) | C     | Régis          |
| —  | Brasile (bandiera) | C     | Xaves          |
| —  | Brasile (bandiera) | C     | Gabriel        |
| —  | Brasile (bandiera) | C     | Luiz Henrique  |
| —  | Brasile (bandiera) | C     | Mota           |
| —  | Brasile (bandiera) | C     | Ricardinho     |
| —  | Brasile (bandiera) | C     | Rogerinho      |
| —  | Brasile (bandiera) | A     | Adriano Pardal |
| —  | Brasile (bandiera) | A     | Léo Gamalho    |
| —  | Brasile (bandiera) | A     | Lulinha        |
| —  | Brasile (bandiera) | A     | Macena         |
| —  | Brasile (bandiera) | A     | Magno Alves    |
| —  | Brasile (bandiera) | A     | Robério        |
| —  | Brasile (bandiera) | A     | Romário        |
| —  | Brasile (bandiera) | A     | Rychely        |
| —  | Brasile (bandiera) | C     | Dinélson       |
|    | Brasile (bandiera) | D     | Hélder         |

## Rosa 2010
| N. |                    | Ruolo | Calciatore    |
| -- | ------------------ | ----- | ------------- |
| 1  | Brasile (bandiera) | P     | Diego         |
| 2  | Brasile (bandiera) | D     | Oziel         |
| 3  | Brasile (bandiera) | D     | Fabrício      |
| 5  | Brasile (bandiera) | D     | Michel        |
| 8  | Brasile (bandiera) | C     | João Marcos   |
| 9  | Brasile (bandiera) | A     | Washington    |
| 10 | Brasile (bandiera) | A     | Geraldo       |
| 13 | Brasile (bandiera) | A     | Clodoaldo     |
| 14 | Brasile (bandiera) | D     | Anderson      |
| 16 | Brasile (bandiera) | C     | Erick Flores  |
| 17 | Brasile (bandiera) | C     | Heleno        |
| 18 | Brasile (bandiera) | C     | Ricardo Bóvio |
| 19 | Brasile (bandiera) | C     | Careca        |
| 20 | Brasile (bandiera) | C     | Luizinho      |
| 21 | Brasile (bandiera) | A     | Misael        |
| 22 | Brasile (bandiera) | P     | Michel Alves  |
| 23 | Brasile (bandiera) | D     | Ernandes      |
| 25 | Brasile (bandiera) | A     | Preto         |
| 27 | Brasile (bandiera) | D     | Diego Sacoman |
| 28 | Brasile (bandiera) | D     | Jorge Luiz    |
| 29 | Brasile (bandiera) | D     | Douglas Silva |
| 30 | Brasile (bandiera) | C     | Lopes         |

| N. |                    | Ruolo | Calciatore         |
| -- | ------------------ | ----- | ------------------ |
| 31 | Brasile (bandiera) | A     | Tony               |
| 33 | Brasile (bandiera) | C     | Júnior Cearence    |
| 34 | Brasile (bandiera) | C     | Jorge Henrique     |
| 35 | Brasile (bandiera) | D     | Thyago Fernandes   |
| 36 | Brasile (bandiera) | A     | Wellington Amorim  |
| 37 | Brasile (bandiera) | D     | Diogo              |
| 39 | Brasile (bandiera) | D     | Marcos Pimentel    |
| 40 | Brasile (bandiera) | C     | Eusébio            |
|    | Brasile (bandiera) | P     | André              |
|    | Brasile (bandiera) | P     | França             |
|    | Brasile (bandiera) | D     | Arlindo Maracanã   |
|    | Brasile (bandiera) | D     | Douglas            |
|    | Brasile (bandiera) | D     | Augusto            |
|    | Brasile (bandiera) | D     | Boiadeiro          |
|    | Cile (bandiera)    | C     | Mathias Vidangossy |
|    | Brasile (bandiera) | C     | Ailton             |
|    | Brasile (bandiera) | C     | Reinaldo           |
|    | Brasile (bandiera) | A     | Bruno Santos       |
|    | Brasile (bandiera) | A     | Jardel             |
|    | Brasile (bandiera) | A     | Jean Coral         |
|    | Brasile (bandiera) | A     | Leozinho           |

## Palmarès

### Competizioni statali
- Campionato Cearense: 47

1915, 1916, 1917, 1918, 1919, 1922, 1925, 1931, 1932, 1939, 1941, 1942, 1948, 1951, 1957, 1958, 1961, 1962, 1963, 1971, 1972, 1975, 1976, 1977, 1978, 1980, 1981, 1984, 1986, 1989, 1990, 1992, 1993, 1996, 1997, 1998, 1999, 2002, 2006, 2011, 2012, 2013, 2014, 2017, 2018, 2024, 2025
- Nord-Nord-Est Torneo: 1

1969
- Copa do Nordeste: 3

2015, 2020, 2023

### Competizioni giovanili
- Campeonato Brasileiro Sub-23: 1

2020

### Altri piazzamenti
- Campeonato Brasileiro Série B:

Terzo posto: 2009, 2017
- Coppa del Brasile:

Finalista: 1994
Semifinalista: 2005, 2011
- Copa do Nordeste:

Finalista: 2014, 2021
Semifinalista: 1997, 2013, 2018